# Sarcheshmeh-ye Talkhāb
Sarcheshmeh-ye Talkhāb är en ort i Iran.   Den ligger i provinsen Khuzestan, i den centrala delen av landet, 400 km söder om huvudstaden Teheran. Sarcheshmeh-ye Talkhāb ligger 887 meter över havet och antalet invånare är 129.
Terrängen runt Sarcheshmeh-ye Talkhāb är bergig norrut, men söderut är den kuperad. Runt Sarcheshmeh-ye Talkhāb är det ganska tätbefolkat, med 56 invånare per kvadratkilometer. Närmaste större samhälle är Khong Ezhdehā, 5,7 km väster om Sarcheshmeh-ye Talkhāb. Omgivningarna runt Sarcheshmeh-ye Talkhāb är i huvudsak ett öppet busklandskap.